# Cal Flaquer (Sora)
Cal Flaquer és una masia de Sora (Osona) inclosa a l'Inventari del Patrimoni Arquitectònic de Catalunya.

## Descripció
Edifici civil de mitjanes dimensions, amb teulada a dues vessants, orientada a l'est. La construcció és allargada i irregular. Es feu en dues etapes.
A l'angle sud-est hi ha l'entrada i una eixida en baranes de fusta i un pilar de pedra treballada.
A la façana de ponent hi ha adossat un cos amb funcions de petita cabana i també hi ha un pou cisterna. A la façana que dona al carrer hi ha una petita capelleta dedicada a Sant Roc i Sant Sebastià, datada al 1844, que s'obrí mitjançant una prometença del poble després del còlera.

## Història
L'any 1599 s'esmenten les cases de Llacó i les d'en Pere Flaquer, dit Lo Panitxo, com situades en el sòl de vall del cementiri.
El nom actual d'aquesta casa reflecteix la dedicació dels seus antics estadants al formar-se el raval de Sora.
Encara s'hi conserva un forn que deixa constància inequívoca de l'antiga funció de dita casa.